# 弗拉維恩橋
弗拉維恩橋（法語：Pont Flavien）是一座羅馬橋樑，跨過圖盧布爾河，位於羅訥河口省聖沙馬。

## 外部連結
维基共享资源上的相關多媒體資源：弗拉維恩橋

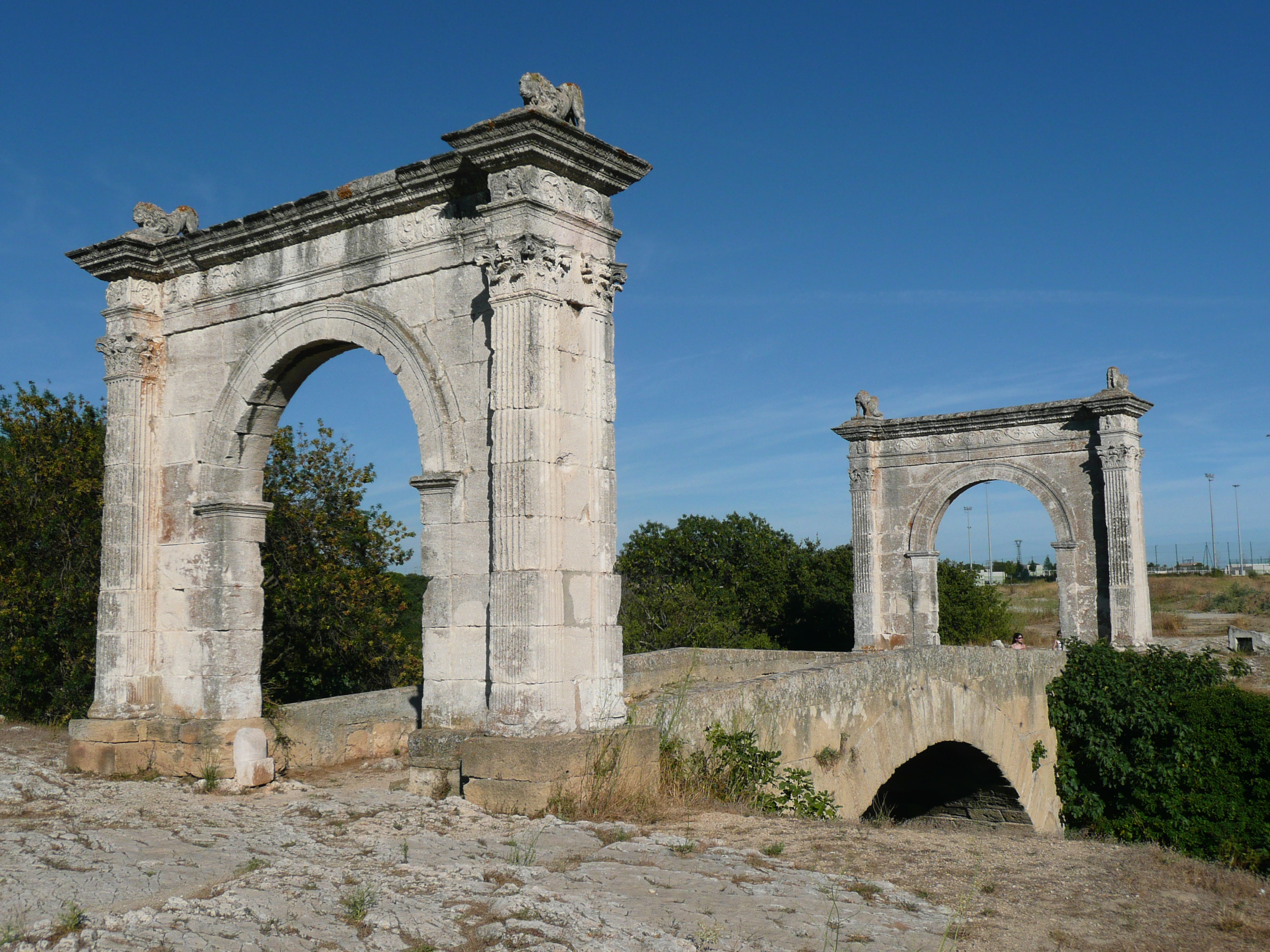

- Structurae数据库中Pont Flavien的数据

- Template:Brueckenweb
- Pont Flavien on Youtube （页面存档备份，存于）